# 首都高速都心環狀線

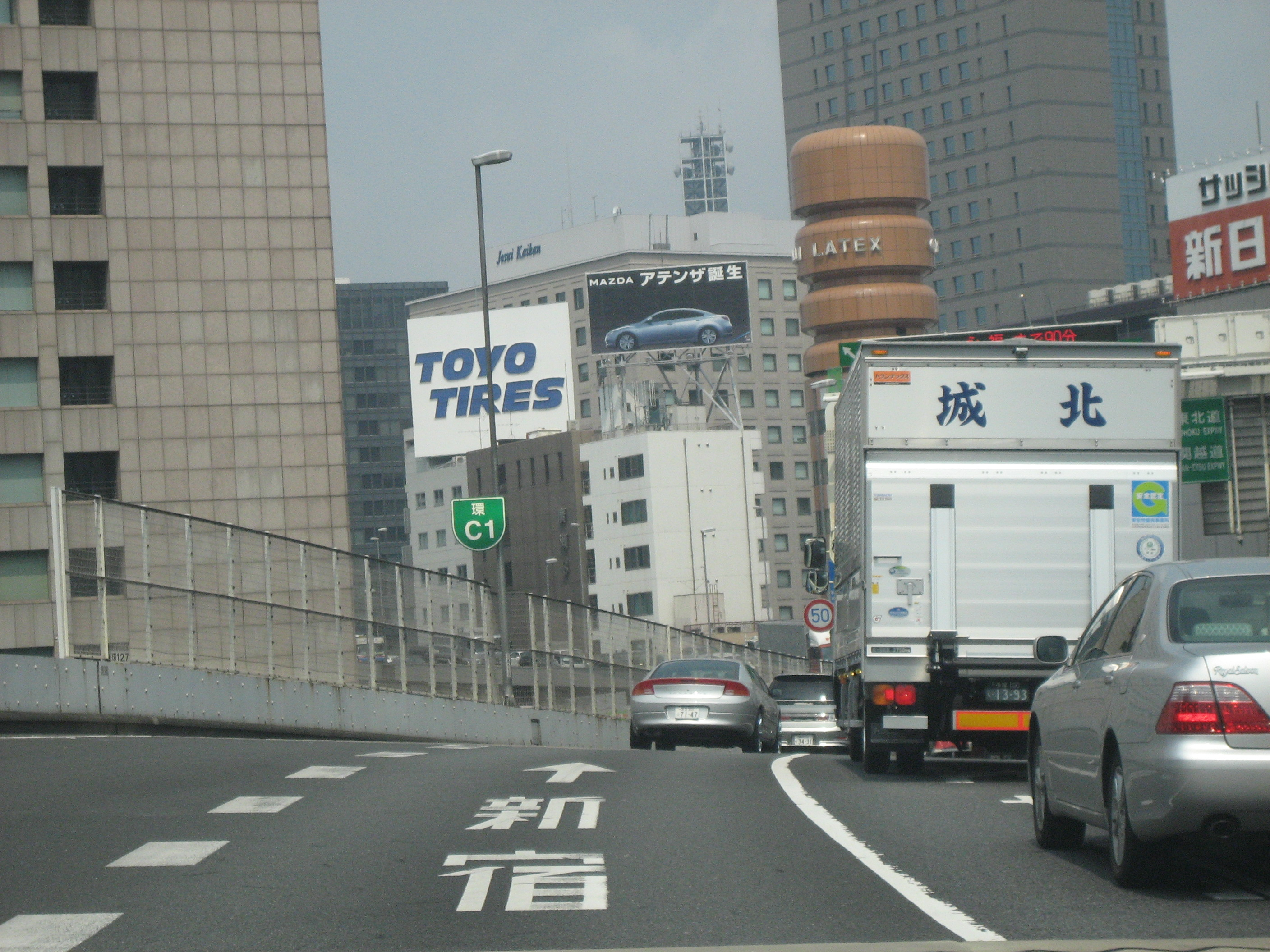
神田橋附近

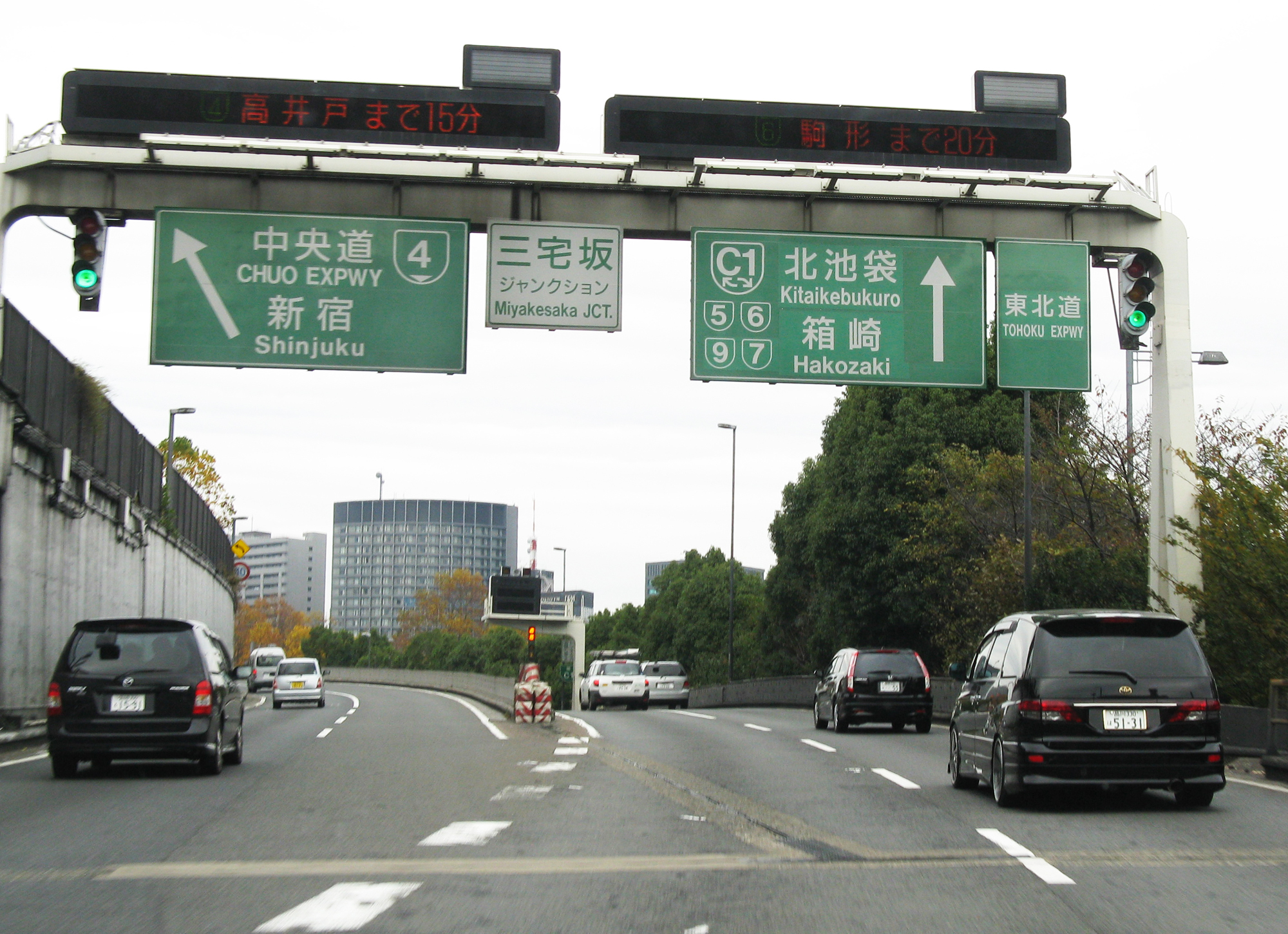
三宅坂系統交流道

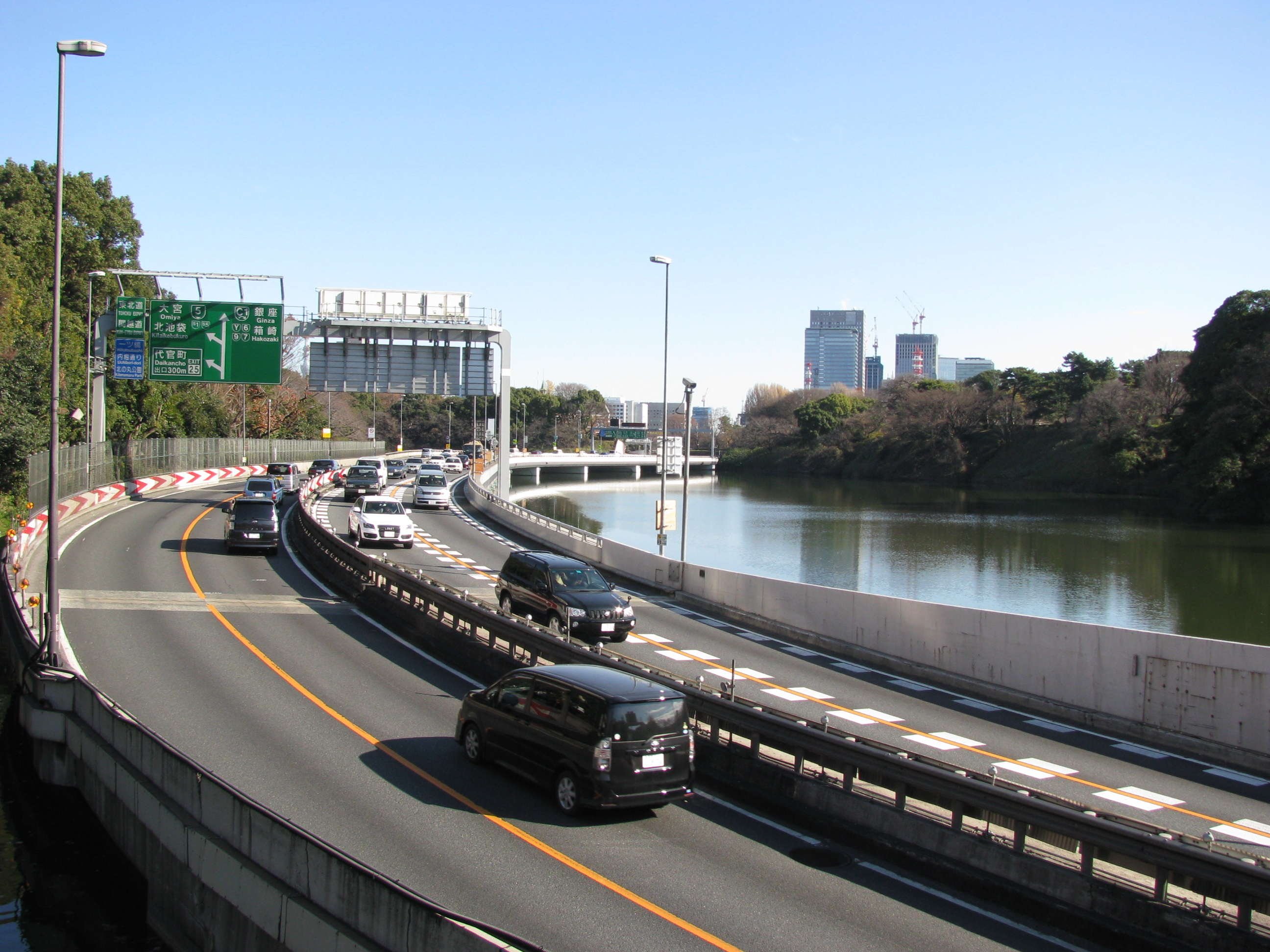
千鳥淵周邊

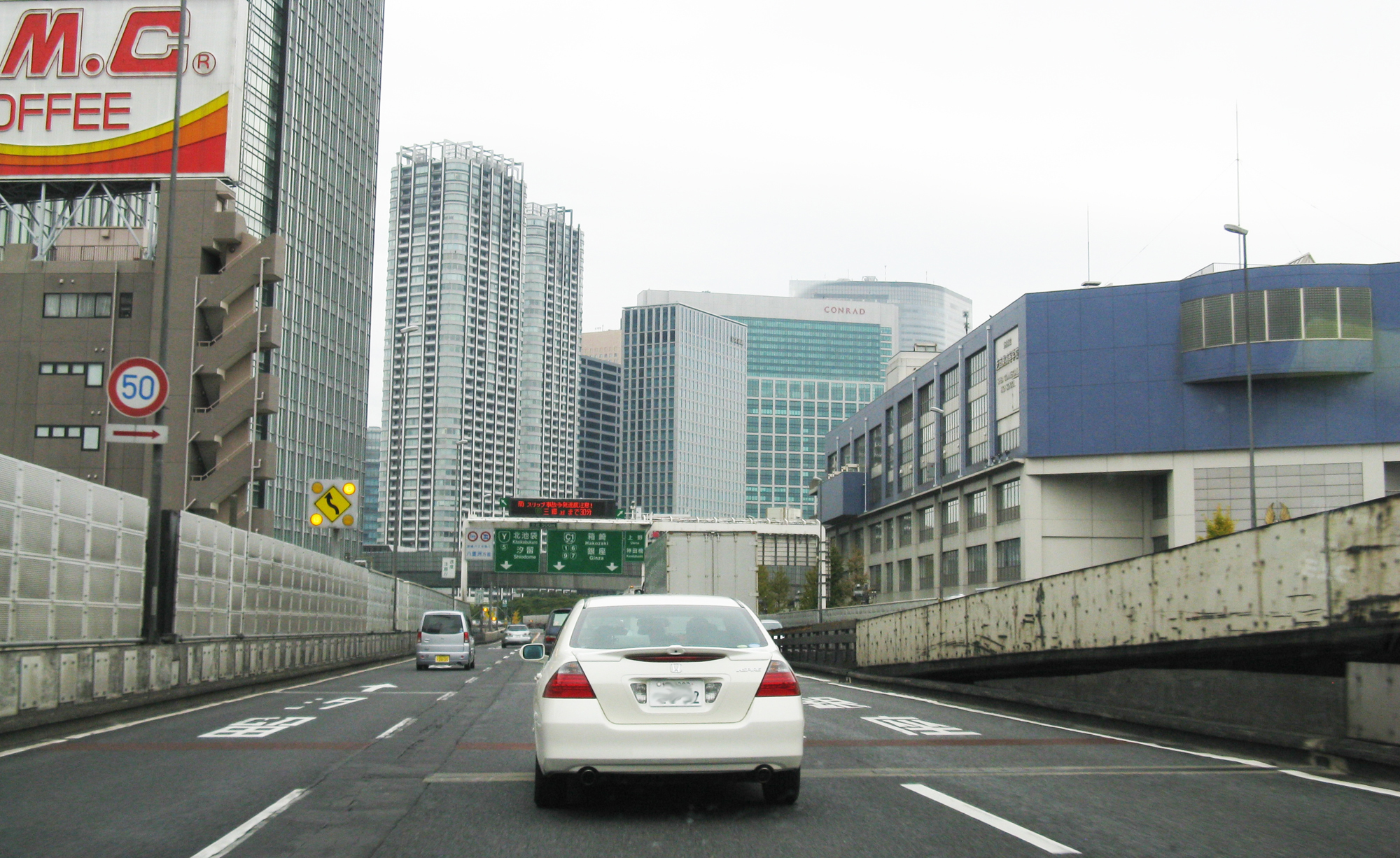
汐留周邊

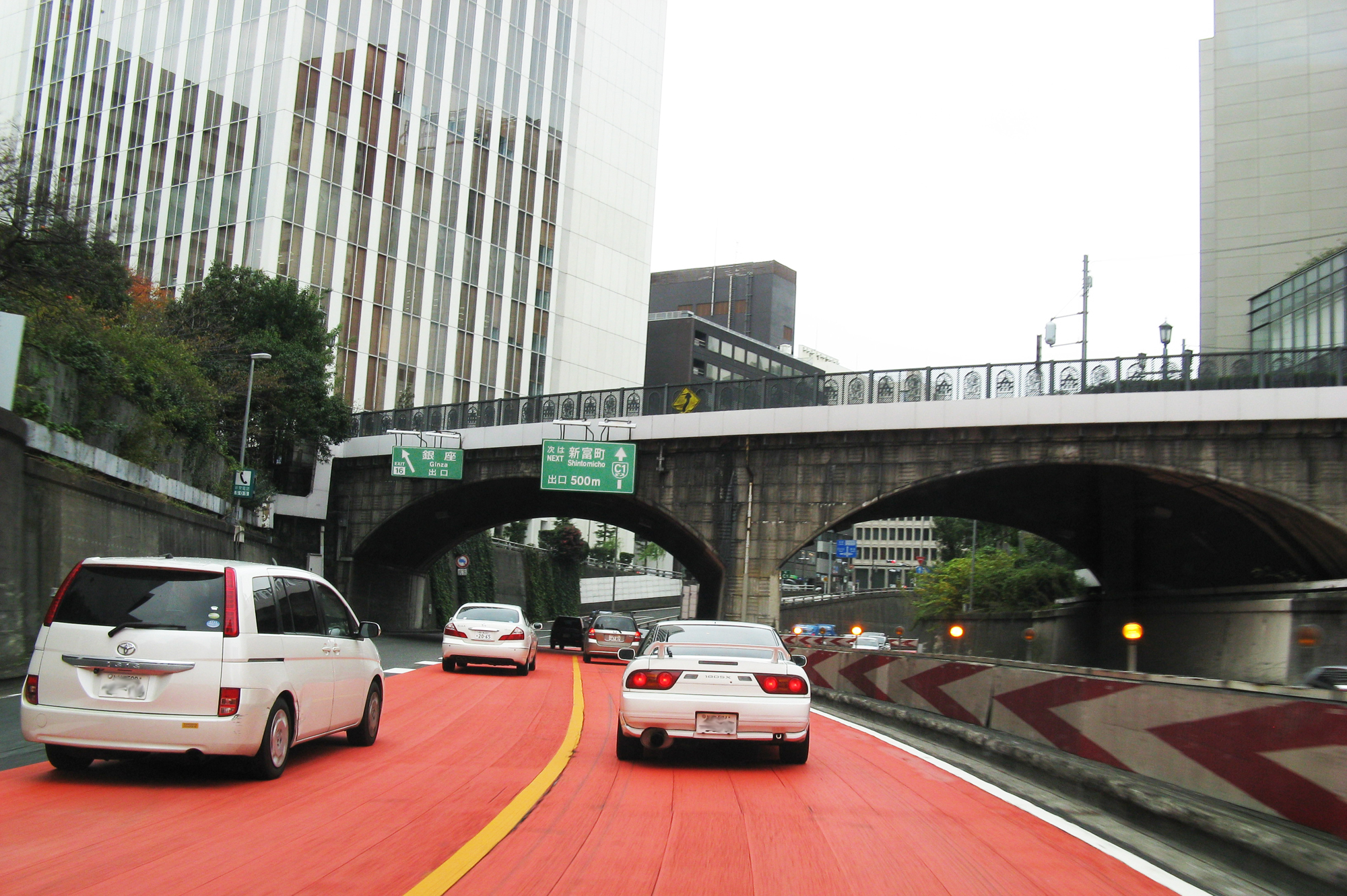
銀座周邊

首都高速都心環狀線（日语：／ Shuto kōsoku Toshin Kanjō sen */?），簡稱都環（日语：／），是日本東京都千代田區、中央區、港區間形成環狀，長約14.8km的首都高速道路路線。京橋交流道～東銀座間有與會社線連接的部份也包括在本路線內。
江戶橋系統交流道 - 谷町交流道（經竹橋交流道）區間為亞洲公路1號線「AH1」一部分。

## 概要
都環全長約14.8公里，是環繞東京都最都心地帶的環狀線，主要用來連接各放射線。此外，從京橋系統交流道分歧出的東京高速道路連接部分（都道首都高速8號線），因長度僅0.1 km，獨立標識容易產生混亂，常被納入都心環狀線。
在路況順暢下，繞行全線一周約需15分鐘左右。1980年（昭和55年），都心環狀線的擁堵狀況已十分頻繁。為了減少不須通過都心的車輛流入，日本規劃了更外圍的中央環狀線，2015年（平成27年）3月7日全線開通。2010年（平成22年）3月山手隧道部分開通時，都心環狀線（谷町 - 霞關）的一日交通量已從11.7萬台降至9.7萬台，已比過去大幅改善，但在尖峰時刻仍常有塞車情形。
都環在銀座周邊是建於楓川、築地川填埋後的土地，呈半地下構造，填埋前的道路橋在現在則做為交流道使用。因此，此區間車道間有橋墩穿插其中，禁止變換車道。
2009年（平成21年）起，首都高上的標識「C1」周圍開始加上環形箭頭（內回：逆時針，外回：順時針）標示與簡稱「都環（Circle 1）」。

### 路線資料
法定基本計劃的路線名稱，各區間可依次分為：
- 都道首都高速1號線（江戶橋系統交流道～濱崎橋系統交流道）[6]
- 都道首都高速2號線（濱崎橋系統交流道～一之橋系統交流道）[7]
- 都道首都高速2號線分岐線（一之橋系統交流道～谷町系統交流道）[8]
- 都道首都高速3號線（谷町系統交流道～三宅坂系統交流道）[9]
- 都道首都高速4號線（三宅坂系統交流道～神田橋系統交流道）[10]
- 都道首都高速4號線分岐線（神田橋系統交流道～江戶橋系統交流道）[11]

以上構成環狀部分
- 都道首都高速8號線（京橋系統交流道～白魚橋乘繼所）[12]

## 歷史
- 1962年12月 - 京橋出入口～濱崎橋系統交流道間4.5 km通車。
- 1963年12月 - 吳服橋出入口～京橋出入口間1.9 km通車。
- 1964年8月 - 三宅坂系統交流道～吳服橋出入口間通車。
- 1964年9月 - 霞關出入口～三宅坂系統交流道間通車。
- 1964年10月 - 濱崎橋系統交流道～芝公園出入口間通車。
- 1966年7月 - 京橋交流道通車～白魚橋乘繼所開通
- 1967年7月 - 芝公園出入口～霞關出入口間通車，全線完工通車
- 2021年5月10日 - 隨著首都高速日本橋段的地下化改建，吳服橋出入口、江賀橋出入口廢除[13]

## 出入口
全線都位於日本東京都內。

### 本線
| 神田橋、竹橋方向 |              |      |                                      |                                                                       |      |                                          |          |
| -                | 日本橋       |      |                                      |                                                                       | 0.0  | 日本國道路元標                           | 中央區   |
|                  | 江戶橋出入口 |      |                                      | 昭和通                                                                | 0.1  | 神田橋、竹橋方向出入口 2021年5月10日廢除 | 中央區   |
| -                | 江戶橋JCT    |      |                                      | 首都高速1號上野線 上野方向 首都高速6號向島線 箱崎、首都高速灣岸線方向 | 0.2  | 上野方向只連接汐留方向                   | 中央區   |
| 11               | 寶町出入口   |      |                                      | 八重洲通                                                              | 1.0  | 江戶橋、神田橋方向出入口                 | 中央區   |
| -                | 京橋JCT      |      |                                      | 支線、(D8)東京高速道路 新橋方向                                       | 1.2  |                                          | 中央區   |
| 12               | 京橋出入口   |      |                                      | （昭和通、新大橋通（入口））、鍛冶橋通（出口）                        | 1.8  | 汐留、濱崎橋方向出入口                   | 中央區   |
| 13               | 新富町出口   |      |                                      |                                                                       | 1.9  | 江戶橋、神田橋方向出口                   | 中央區   |
| 14               | 新富町出口   | 2.1  | 汐留、濱崎橋方向出口                 |                                                                       |      |                                          | 中央區   |
| 15               | 銀座出入口   |      |                                      |                                                                       | 2.2  | 江戶橋、神田橋方向出入口                 | 中央區   |
| 16               | 銀座出入口   | 2.7  | 汐留、濱崎橋方向出入口               |                                                                       |      |                                          | 中央區   |
| 18               | 汐留出入口   |      |                                      | 海岸通                                                                | 3.4  | 濱崎橋、一之橋方向出入口                 | 中央區   |
| -                | 汐留JCT      |      |                                      | 首都高速八重洲線 (D8)東京高速道路、北池袋方向                         | 3.6  |                                          | 中央區   |
| -                | 汐留JCT      | 港區 |                                      | 首都高速八重洲線 (D8)東京高速道路、北池袋方向                         | 3.6  |                                          |          |
| -                | 濱崎橋JCT    |      |                                      | 首都高速1號羽田線 羽田、首都高速灣岸線方向                            | 4.5  |                                          |          |
| 19               | 芝公園出入口 |      |                                      | 東京都道319號環狀三號線                                               | 5.4  | 濱崎橋方向出入口                         |          |
| 20               | 芝公園出入口 | 5.9  | 一之橋方向出入口                     | 東京都道319號環狀三號線                                               |      |                                          |          |
| -                | 一之橋JCT    |      |                                      | 首都高速2號目黑線 目黑、戶越方向                                      | 6.8  |                                          |          |
| 21               | 飯倉出入口   |      |                                      | 東京都道415號高輪麻布線                                               | 7.4  | 一之橋、濱崎橋方向出入口                 |          |
| -                | 谷町JCT      |      |                                      | 首都高速3號澀谷線 E1 東名、澀谷方向                                   | 8.0  |                                          |          |
| 23               | 霞關出入口   |      |                                      | 六本木通                                                              | 9.0  | 谷町、一之橋方向出入口 入口為ETC專用     | 千代田區 |
| 24               | 霞關出入口   | 9.4  | 三宅坂、竹橋方向出入口 入口為ETC專用 | 六本木通                                                              |      |                                          | 千代田區 |
| -                | 三宅坂JCT    |      |                                      | 首都高速4號新宿線 E20 中央道、新宿方向                                | 10.4 | 千代田隧道 禁止載有危險品車輛通行        | 千代田區 |
| 25               | 代官町出入口 |      |                                      | 一橋、內堀通、北之丸公園方向                                          | 11.8 | 三宅坂、谷町方向出入口 入口為ETC專用     | 千代田區 |
| 26               | 北之丸出口   |      |                                      | 一橋、內堀通方向                                                      | 12.2 | 來自竹橋方向的出口                       | 千代田區 |
| -                | 竹橋JCT      |      |                                      | 首都高速5號池袋線 大宮、北池袋方向                                    | 12.5 |                                          | 千代田區 |
| 29               | 神田橋出入口 |      |                                      | 日比谷通/本鄉通/東京都道402號錦町有樂町線                             | 13.1 | 三宅坂、竹橋方向出入口                   | 千代田區 |
| 28               | 神田橋出入口 | 13.4 | 神田橋、江戶橋方向出入口             | 日比谷通/本鄉通/東京都道402號錦町有樂町線                             |      |                                          | 千代田區 |
| -                | 神田橋JCT    |      |                                      | 首都高速八重洲線 羽田、丸之內方向                                     | 13.5 | 八重洲方向禁止大型車、危險品車輛通行     | 千代田區 |
|                  | 吳服橋出入口 |      |                                      | 外堀通                                                                | 14.2 | 江戶橋、京橋方向出入口 2021年5月10日廢除 | 中央區   |
| -                | 日本橋       |      |                                      |                                                                       | 14.3 | 日本國道路元標                           | 中央區   |
| 江戶橋、京橋方向 |              |      |                                      |                                                                       |      |                                          |          |

- 江戶橋系統交流道（日语：江戸橋JCT）往內回方向約200公尺的日本橋（日本國道路元標）上方[a]有起點「0」里程牌，以順時針計算里程。
- 整段高速公路未設有停車區或廁所。但2013年以前在外回的新富町出口前的緊急停車區設有廁所（新富停車區）[b]。

#### 支線
- 全線都位於日本東京都中央區內。

| - | 京橋JCT              |  |  | 都心環狀線江戶橋JCT方向           | 0.0 |  |
| - | 白魚橋收費站、乘繼所 |  |  | (D8)東京高速道路 東銀座、新橋方向 | 0.1 |  |

## 路線狀況

### 隧道
- 汐留隧道（汐留出入口 - 銀座出入口）
- 飯倉隧道（僅外回，飯倉出口 → 谷町系統交流道）
- 霞關隧道（谷町系統交流道 - 三宅坂系統交流道）
- 千代田隧道（日语：千代田トンネル）（霞關出入口 - 代官町出入口） : 1900 m[14][15]
- 北之丸隧道（代官町出入口 - 北之丸出口）

### 車道、最高速度
| 區間                               | 車道 上下線=內回+外回 | 最高速度 |
| ---------------------------------- | --------------------- | -------- |
| 江戶橋系統交流道                   | 2=1+1                 | 40km/h   |
| 江戶橋系統交流道～汐留系統交流道   | 4=2+2                 | 50km/h   |
| 汐留系統交流道～濱崎橋系統交流道   | 6=3+3                 | 50km/h   |
| 濱崎橋系統交流道                   | 4=2+2                 | 40km/h   |
| 濱崎橋系統交流道～江戶橋系統交流道 | 4=2+2                 | 50km/h   |
| 京橋系統交流道～白魚橋乘繼所       | 3=1+2                 | 40km/h   |

## 交通量

#### 本線
24小時交通量（台）　道路交通調查
| 區間                              | 平成17（2005）年度 | 平成22（2010）年度 | 平成27（2015）年度 |
| --------------------------------- | ------------------ | ------------------ | ------------------ |
| 日本橋 - 江戶橋出入口             | 120,994            | 105,993            | 112,248            |
| 江戶橋出入口 - 江戶橋系統交流道   | 120,994            | 98,394             | 105,351            |
| 江戶橋系統交流道 - 寶町出入口     | 93,227             | 107,885            | 107,423            |
| 寶町出入口 - 京橋系統交流道       | 93,227             | 98,482             | 98,402             |
| 京橋系統交流道 - 京橋出入口       | 93,227             | 89,089             | 92,279             |
| 京橋出入口 - 新富町出口           | 93,227             | 94,143             | 98,658             |
| 新富町出口 - 銀座出入口           | 93,227             | 93,844             | 98,170             |
| 銀座出入口 - 汐留出入口           | 93,227             | 91,517             | 97,620             |
| 汐留出入口 - 汐留系統交流道       | 93,227             | 32,558             | 97,620             |
| 汐留系統交流道 - 濱崎橋系統交流道 | 93,227             | 125,569            | 120,258            |
| 濱崎橋系統交流道 - 芝公園出入口   | 121,921            | 124,634            | 111,625            |
| 芝公園出入口 - 一之橋系統交流道   | 121,921            | 123,054            | 110,064            |
| 一之橋系統交流道 - 飯倉出入口     | 114,405            | 113,903            | 93,919             |
| 飯倉出入口 - 谷町系統交流道       | 114,405            | 106,494            | 85,084             |
| 谷町系統交流道 - 霞關出入口       | 114,405            | 100,496            | 87,646             |
| 霞關出入口 - 三宅坂系統交流道     | 114,405            | 101,969            | 86,558             |
| 三宅坂系統交流道 - 代官町出入口   | 120,994            | 108,864            | 101,763            |
| 代官町出入口 - 北之丸出口         | 120,994            | 97,663             | 94,359             |
| 北之丸出口 - 竹橋系統交流道       | 120,994            | 98,624             | 95,419             |
| 竹橋系統交流道 - 神田橋出入口     | 120,994            | 126,054            | 120,193            |
| 神田橋出入口 - 神田橋系統交流道   | 120,994            | 99,635             | 106,473            |
| 神田橋系統交流道 - 吳服橋出入口   | 120,994            | 99,635             | 106,473            |
| 吳服橋出入口 - 日本橋             | 120,994            | 105,993            | 112,248            |

（來源：「平成22年度道路交通センサス （页面存档备份，存于）」・「平成27年度全国道路・街路交通情勢調査 （页面存档备份，存于）」（國土交通省網頁））
- 令和2年度預定實施的交通量調査因嚴重特殊傳染性肺炎的影響而延期[16]。

#### 支線
24小時交通量（台）　道路交通調查
| 區間                          | 平成17（2005）年度 | 平成22（2010）年度 | 平成27（2015）年度 |
| ----------------------------- | ------------------ | ------------------ | ------------------ |
| 京橋系統交流道 - 白魚橋乘繼所 | 無資料             | 無資料             | 無資料             |

（來源：「平成22年度道路交通センサス （页面存档备份，存于）」・「平成27年度全国道路・街路交通情勢調査 （页面存档备份，存于）」（國土交通省網頁））
- 令和2年度預定實施的交通量調査因新型嚴重特殊傳染性肺炎影響而延期[16]。

## 飆車取締
於環狀線與都心環狀線上，常有車輛在此作非法公路速度比賽。這些人俗稱輪盤族。主要是比較周回1周的時間。故常有車輛在多彎道的都心環狀線超速行駛，對其他用路人造成危險。輪盤族大多會於首都高速道路上的休息區流連，為有效撲滅此行為，週六深夜時段主要的休息區皆有規定使用限制。而首都高速道路交通管制室及警視廳高速隊也會利用監視器進行記錄與取締。2008年，被稱作首都高最速的摩托車隊「Loops」遭到警視廳逮捕、解散，之後再也沒有「認真的」（「本氣組」）輪盤族出沒。

## 相關項目
- 首都高速道路
- 東京高速道路
- 都市高速道路
- 日本高速道路列表
- 關東地方道路列表
- 環線

## 外部連結
- 首都高速道路株式會社 （页面存档备份，存于）